# Friedrich Ernst Dorn
Friedrich Ernst Dorn (ur. 27 lipca 1848 w Guttstadt, zm. 6 grudnia 1916 w Halle) – niemiecki fizyk; w 1900 odkrył pierwiastek chemiczny radon – radioaktywną substancję emitowaną z radu.

## Życie i praca
Dorn podjął naukę w Królewcu i zdecydował się nauczać w szkolnictwie wyższym. W 1885 przejął stanowisko profesora zwyczajnego na uniwersytecie w Halle od Antona Oberbecka w zakresie fizyki teoretycznej. Ponieważ Dorn był już profesorem zwyczajnym, również pozwolono mu w pełni przyjąć tytuł profesora (tak, aby nie było podejrzeń, że jest zdegradowanym pracownikiem naukowym). W 1895 Dorn został następcą Hermana Knoblaucha w Halle na stanowisku profesora zwyczajnego w zakresie fizyki eksperymentalnej oraz dziekana instytutu fizyki. Poprzednie obowiązki Dorna przejął Karl Schmidt, noszący tytuł Privatdozent i będący profesorem nadzwyczajnym w zakresie fizyki teoretycznej.
W 1900 Dorn opublikował artykuł, w którym opisał eksperymenty powtarzające i rozszerzające wcześniejsze prace Ernesta Rutherforda nad torem. Dorn zweryfikował obserwacje Rutherforda, mówiące, że radioaktywny materiał był emitowany przez tor, a ponadto odkrył, że podobna emisja pojawiła się z pierwiastka radu.
Dorn nazwał radioaktywny gazowy produkt z radu po prostu „emanacją”, natomiast w 1904 Rutherford wprowadził nazwę „emanacji radu”. Ramsay później zasugerował „niton”, z łacińskiego słowa nitens oznaczającego „świecący”. Propozycja ta nie została przyjęta i ostatecznie w roku 1923 International Committee on Chemical Elements nadał „emanacji radu” nazwę „radon”.
W roku 2003 Virginia i James Marshall opublikowali swoje badania historyczne dotyczące odkrycia radonu i przedstawili przekonujące dowody wskazujące, że rzeczywistym odkrywcą tego pierwiastka był Ernest Rutherford.